# Rie Takahashi
Pour les articles homonymes, voir Takahashi.
Rie Takahashi (高橋 李依, Takahashi Rie), née le 27 février 1994 dans la préfecture de Saitama, est une seiyū et chanteuse japonaise représentée par l'agence 81 Produce.

## Biographie
Rie Takahashi est née dans la préfecture de Saitama le 27 février 1994. Dès son plus jeune âge, elle s'intéresse de près aux anime, particulièrement après avoir regardé des séries animées telles que Ojamajo Doremi durant son enfance et Higurashi no naku koro ni et Soul Eater au collège. Quand elle était collégienne, elle a remarqué que de nombreux personnages masculins étaient interprétés par des comédiennes ; comme ce fait l'intéressait, elle décida de poursuivre une carrière dans le doublage. Elle a rejoint le club de radiodiffusion de son école au cours de sa troisième année de lycée. Elle a également remporté une mention spéciale pour le doublage au 4e High School Animation Fair.
Dans la même période, Takahashi a participé à une audition parrainée par l'agence de doublage 81 Produce. Elle a passé l'audition et, après avoir terminé ses études secondaires en 2012, elle a commencé à fréquenter l'école de formation de l'agence, le 81 Actor's Studio. Tout en poursuivant ses cours, elle a rejoint le groupe de comédiens de doublage Anisoni∀, aux côtés des nouvelles seiyū Reina Ueda, Chiyeri Hayashida et Kayoto Tsumita. Après avoir obtenu son diplôme du 81 Actor's Studio en 2013, elle a officiellement rejoint 81 Produce.
À partir de 2013, elle a joué des rôles secondaires voir d'arrière-plan dans des séries d'animation telles que Tokurei sochi dantai Stella jogakuin kōtōka C³-bu (en), Tanken Driland (en) et Aikatsu! (en). En 2015, elle a joué son premier rôle principal en tant que Futaba Ichinose dans la série télévisée d'animation Seiyu's Life! (en). Takahashi avec les co-vedettes de Seiyu's Life!, Marika Kōno et Yuki Nagaku (ja), ont formé le groupe musical Earphones (ja). La même année, elle joue les personnages de Miki Naoki dans School-Live! et Kaon Lanchester dans Comet Lucifer (en),. Elle et ses partenaires vedettes de School-Live!, Inori Minase, Ari Ozawa (ja) et Mao Ichimichi, ont interprété la chanson de l'opening de la série Friend shitai (ふ・れ・ん・ど・し・た・い, litt. « Je veux être amis »).
En mars 2016, Takahashi a reçu le prix de la meilleure nouvelle actrice venu lors du 10e Seiyu Awards. Elle a ensuite été choisie pour interpréter le personnage Megumin dans la série télévisée d'animation Kono subarashii sekai ni shukufuku o! ; elle et les co-stars Sora Amamiya et Ai Kayano ont interprété la chanson de l'ending de la série Chiisana bōkensha (ちいさな冒険者, litt. « Petit Aventurier ») . Elle a également interprété les rôles de Noct Leaflet dans Saijaku muhai no Bahamut (en), d'OL dans Digimon Appmon, de Mirai Asahina dans Maho Girls PreCure!, et de Code Omega 00 Yufilia dans Ange Vierge (en). Elle a ensuite joué le rôle d'Emilia dans la série Re:Zero kara hajimeru isekai seikatsu dont elle a également interprété la chanson du deuxième ending de la série, Stay Alive. Plus tard dans l'année, elle prise pour interpréter le personnage de Mash Kyrielight dans le jeu mobile Fate/Grand Order, remplaçant Risa Taneda qui avait fait une pause dans sa carrière plus tôt dans l'année.
En 2017, Takahashi a repris le rôle de Megumin pour la deuxième saison de KonoSuba, où elle, Amamiya et Kayano ont de nouveau interprété la chanson de l'ending de la série Ouchi ni kaeritai (おうちに帰りたい, litt. « Voulant rentrer à la maison »). Elle a également joué les rôles d'Akua Aino dans Love Tyrant et d'Ernesti Echevalier dans Knight's & Magic,. En 2018, elle joue le rôle de Takagi dans la série télévisée d'animation Karakai jōzu no Takagi-san, où elle interprète également les reprises de chansons pour l'ending de la série. Elle a également joué les rôles de Tsubasa Katsuki dans Comic Girls (en) et de Sagiri Amano dans Yûna de la pension Yuragi,. En 2019, elle jouera le rôle de Nozomi Makino dans Magical Girl Spec-Ops Asuka.

## Filmographie

### Anime

#### Séries télévisées
- 2013 : Pretty Rhythm: Rainbow Live (ja) : Cliente 2[5]
- 2013 : Tokurei sochi dantai Stella jogakuin kōtōka C³-bu (en) : Fille C[5]
- 2013 : Seiyū sentai Voicetorm 7 (ja) : L'ami de Kosu, Élève[5]
- 2013 : Yowamushi Pedal : Étudiante, la petite amie de Hiro, Annonce, une fan[24]
- 2013 : Tanken Driland (en) : Hiba Nitōkomachi[1]
- 2013 : Maken-ki! Two : Asuka[1]
- 2013 : Captain Earth : Ayana Aizawa[1]
- 2013 : Kamigami no asobi (en) : Élève A[5]
- 2013 : Neko Pitcher (ja)
- 2013 : Aikatsu! (en) : Nagisa Tsutsumi[5]
- 2013 : Cardfight!! Vanguard: Legion Mate : Nicola, Garçon B[5]
- 2013 : Danchi Tomō (ja) : Garçon A[25]
- 2014 : Shirobako : Akane Uchida, Shinobu Mori, Hiromi Sakuma, Asuka Fuji, Assistant de mixage, etc.[26]
- 2014 : Daitoshokan no hitsujikai (en) : Élève D, Personnel 1[5]
- 2014 : Yowamushi Pedal: Grande Road : La petite ami de Hiro, Public, Joueur d'école primaire[27]
- 2014 : Kotorisanba de aiueo (ja) : Chocola
- 2014 : Celestial Method : Élève[1]
- 2014 : Your Lie in April : Setsuko[5]
- 2015 : Junketsu no Maria : Dorothy[1]
- 2015 : Go! Princess PreCure : Élève[5]
- 2015 : JoJo's Bizarre Adventure: Stardust Crusaders : Fille B[1]
- 2015 : Cardfight!! Vanguard G : Lycéenne[5]
- 2015 : Magical Girl Lyrical Nanoha ViVid (en) : Linda, Petit Devil A, Yuna Purattsu[28]
- 2015 : Rampo kitan: Game of Laplace : Kobayashi[29]
- 2015 : Seiyu's Life! (en) : Futaba Ichinose / Korori-chan[30]
- 2015 : School-Live! : Miki Naoki[8]
- 2015 : PriPara (ja) : Mini-Falulu[31]
- 2015 : Comet Lucifer (en) : Kaon Lanchester[9]
- 2015 : Valkyrie Drive: Mermaid : Noe Ōya[32]
- 2016 : Saijaku muhai no Bahamut (en) : Noct Leaflet[5]
- 2016 : Kono subarashii sekai ni shukufuku o! : Megumin[12]
- 2016 : Maho Girls PreCure! : Mirai Asahina / Cure Miracle[13]
- 2016 : Re:Zero : Re:vivre dans un autre monde à partir de zéro : Emilia[14]
- 2016 : Magi: Adventure of Sinbad : Le cousin de Hinahoho[33]
- 2016 : The Asterisk War 2nd Season : Elliot Forster[5]
- 2016 : Ange Vierge (en) : Code Omega 00 Yufiria[5]
- 2016 : Nejimaki seirei senki: Tenkyō no Alderamin (en) : Nanaku Daru[34]
- 2016 : Digimon Appmon : OL, Kōki, Garçon, Erena Kihayashi, Écolier, Tutomon, etc.[35]
- 2016 : Keijo!!!!!!!! : Rin Rokudō[36]
- 2017 : Kono subarashii sekai ni shukufuku o! 2 : Megumin[12]
- 2017 : Akiba's Trip: The Animation (ja) : Matome Mayonaka / Urame Mayonaka[5],[37]
- 2017 : Love Tyrant : Akua Aino[17]
- 2017 : Fukumenkei Noise : Kanade Yuzuriha (enfant)[38]
- 2017 : Knight's & Magic : Ernesti Echevalier[18]
- 2017 : Battle Girl High School (ja) : Misaki[5]
- 2017 : Gamers! : Riki Misumi[39]
- 2017 : Anime-Gataris (ja) : Yui Obata[5], Onoka
- 2017 : Girls' Last Tour : Étudiante B[40]
- 2018 : Yuru Camp△ : Ena Saitō[41]
- 2018 : Karakai jōzu no Takagi-san : Takagi[19], Kyun-ko
- 2018 : Death March to The Parallel World Rhapsody : Zena Marienteil[42]
- 2018 : Minuscule : Mimi[43]
- 2018 : Comic Girls (en) : Tsubasa Katsuki[21]
- 2018 : Inazuma Eleven: Ares no Tenbin / Ares no Tenbin : Anna Mikado, Noboru Sakanoue[44],[45]
- 2018 : Caligula (ja) : Mifue Shinohara[46]
- 2018 : Sirius the Jaeger (en) : Ryoko Naoe[47]
- 2018 : Yûna de la pension Yuragi : Sagiri Ameno[22]
- 2018 : One Room 2nd Season (ja) : Minori Nanahashi[48]
- 2018 : HUGtto! PreCure : Mirai Asahina / Cure Miracle[49]
- 2018 : Hangyaku-sei Million Arthur (ja) : Titania[50]
- 2019 : Revisions (en) : Chang Lu Steiner[51]
- 2019 : Magical Girl Spec-Ops Asuka : Nozomi Makino[23]
- 2019 : Isekai Quartet : Emilia et Megumin
- 2019 : Isekai Cheat Magician : Rin Azuma
- 2020 : Rent-a-Girlfriend : Sumi Sakurasawa
- 2021 : Girlfriend, Girlfriend : Shino Kiryū
- 2021 : Remake Our Life! : Ayaka Minori
- 2022 : Estab Life : Feles
- 2022 : Si je suis la Vilaine, autant mater le Boss final : Aileen Lauren Dautriche
- 2022 : Beast Tamer : Stella
- 2022 : Orient : Tsugumi Hattori
- 2023 : Tomo-chan est une fille ! : Tomo Aizawa
- 2023 : Oshi no ko : Ai Hoshino
- 2023 : Shangri-la-Frontier : Rust
- 2023 : Hell's Paradise : Yuzuriha
- 2024 : Classroom of the elite : Shiina Hiyori
- 2024 : Gloutons et Dragons : Rinsha
- 2024 : The Café Terrace and Its Goddesses : Mao Takasaki
- 2025 : Les 100 petites amies qui t'aiiiiment à en mourir : Iku Suto
- 2025 : Witch Watch : Kara Minami
- 2025 : Honey Lemon Soda : Serina Kanno
- 2025 : Je veux t'aimer jusqu'à ta mort : Sheena Totsuki
- 2025 : The Shiunji Family Children : Ouka Shiunji

#### Original net animation(ONA)
- 2016 : Monster Strike : Akane Noda[5]

#### Original video animation(OVA)
- 2014 : Magi: Adventure of Sinbad : Le cousin de Hinahoho
- 2015 : Your Lie in April : Setsuko[1]
- 2015 : Shirobako: Dai-san hikō shōjo-tai : Annonce[1]
- 2015 : Tokyo Ghoul: Jack : Jeune joueur de baseball[52]
- 2016 : Kono subarashii sekai ni shukufuku o! OVA : Megumin[53]
- 2017 : Kono subarashii sekai ni shukufuku o! 2 OVA : Megumin[54]
- 2018 : Yûna de la pension Yuragi : Sagiri Ameno[55]
- 2018 : Karakai jōzu no Takagi-san OVA : Takagi[56]
- 2018 : Re:Zero kara hajimeru isekai seikatsu: Memory Snow : Emilia[57]
- 2019 : Re:Zero kara hajimeru isekai seikatsu: Hyōketsu no kizuna : Emilia[58]

#### Films d'animation
- 2015 : Yowamushi Pedal: The Movie : La petite ami de Hiro
- 2015 : Kokoro ga sakebitagatterunda. : Yōko Uno[59]
- 2016 : Pretty Cure All Stars: Minna de utau♪ Kiseki no mahō! (ja) : Mirai Asahina / Cure Miracle[60]
- 2016 : Maho Girls PreCure! the Movie : Mirai Asahina / Cure Miracle[61]
- 2017 : Pretty Cure Dream Stars! : Mirai Asahina / Cure Miracle[62]
- 2017 : Kirakira PreCure a la Mode: Paritto! Omoide no Mille-feuille! : Mirai Asahina / Cure Miracle[63]
- 2018 : PreCure Super Stars! (ja) : Mirai Asahina / Cure Miracle[64]
- 2018 : HUGtto! Pretty Cure Futari wa Pretty Cure: All Stars Memories : Mirai Asahina / Cure Miracle[65]
- 2019 : Kono subarashii sekai ni shukufuku o! Kurenai densetsu : Megumin[66]

### Jeux vidéo
- 2013 : Ar Nosurge (en) : Tatoria[67]
- 2015 : Future Card Buddyfight: Yūjō no bakunetsu Fight! (ja) : Yūki Tendō[68]
- 2016 : Fate/Grand Order : Mash Kyrielight[15]
- 2016 : Granblue Fantasy : Erin[69]
- 2016 : Shadowverse : Aerin de Crystalia[70], Prêtresse vouivrique[71]
- 2016 : The Caligula Effect (ja) : Mifue Shinohara[72]
- 2017 : Bravely Default Fairy's Effect : Liz[73]
- 2017 : Radiant Historia: Perfect Chronology : Eruca[74]
- 2017 : Fire Emblem Heroes : Fjorm[75] et Nifl[76]
- 2017 : THE iDOLM@STER Stella Stage (ja) : Shika[77]
- 2017 : Azur Lane : USS Massachusetts (BB-59)[78], USS Montpelier (CL-57)[79]
- 2017 : Gran Turismo Sport : Narration (version japonaise)[80]
- 2017 : Gothic wa Mahou Otome : Emilia (dans Re:Zero)
- 2018 : Shin Megami Tensei Liberation Dx2 (ja) : Ririn Ueda / Irene[81]
- 2018 : Kirby Star Allies : Flamberge[82]
- 2018 : Sushi Striker: The Way of Sushido (ja) : Musashi[83]
- 2018 : Border Break : Mikoto[84]
- 2019 : Torikago Scrap March : Protagoniste[85]
- 2020 : Grand Summoners JP (septembre 2020) puis Grand Summoners Global (décembre 2020) : Emilia (dans Re:Zero)
- 2021 : Genshin Impact : Hu Tao [86]
- 2021 : Alchemy Stars : Noah
- À venir : Inazuma Eleven: Ares no Tenbin : Anna Mikado[87]
- À venir : Mashiro Witch: Midnight Märchen : Mana Asashina (Ponkotsu)[88]